# Conospermum densiflorum
Conospermum densiflorum (лат.) — кустарник, вид рода Коноспермум (Conospermum) семейства Протейные (Proteaceae), эндемик Западной Австралии.

## Ботаническое описание

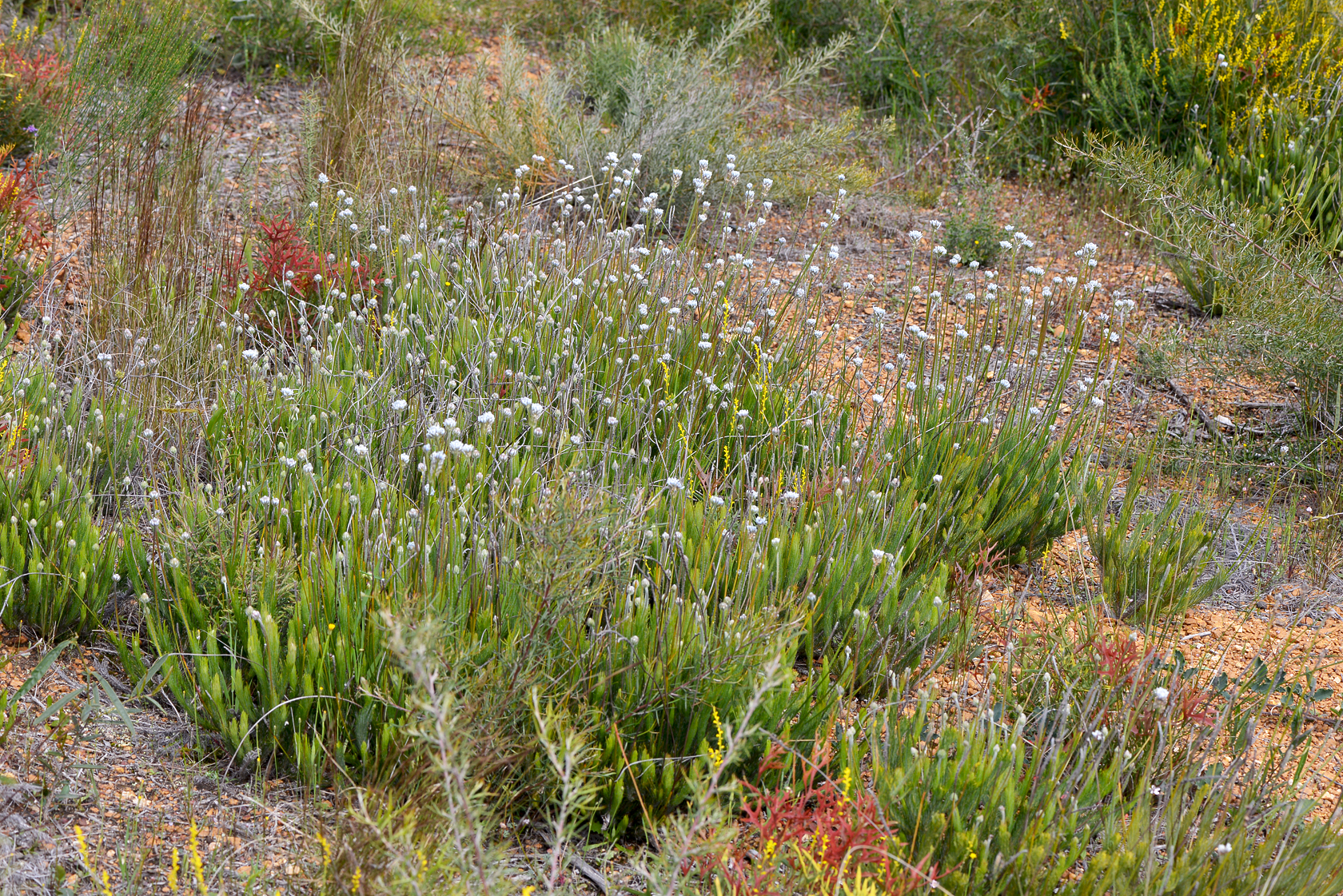
Общий вид C. densiflorum

Conospermum densiflorum — прямостоячий сильноразветвлённый куст до 1 м высотой. Прикорневые листья нитевидные, 1,2-6,5 см длиной, 0,25-0,6 мм шириной, восходящие, изогнутые, редко бархатистые; верхушка острая. Соцветие — колос или щиток колосьев; цветоножка 17-64 см длиной, иногда бархатистая; прицветники ланцетные, 5-12 мм длиной, 1-3 мм шириной, голубые, гладкие или с разбросанными золотистыми волосками; средняя жилка темнее и более или менее приподнята. Околоцветник кремовый или голубой, бархатистый; трубка длиной 3,5-6 мм; верхняя губа яйцевидная, 2-3,5 мм длиной, 2-2,5 мм шириной, с острой загнутой вершиной. Цветет с сентября по январь кремово-бело-синими цветками. Плод — орех 2-2,6 мм длиной, 1,5-2 мм шириной, оранжевый, бархатистый; волоски по окружности длиной 0,5-1 мм, ржаво-оранжевые; центральный пучок отсутствует, но с разбросанными оранжевыми волосками длиной 1-1,25 мм.

## Таксономия
Впервые вид был официально описан английским ботаником и садоводом Джоном Линдли в 1839 году в его книге A Sketch of the Vegetation of the Swan River Colonyпо, по образцам, собранным Джеймсом Драммондом.
Два подвида, различающиеся типом соцветия:
- Conospermum densiflorum densiflorum — соцветие — щиток колосьев
- Conospermum densiflorum unicephalatum — соцветие колос

## Распространение
Conospermum densiflorum — эндемик Западной Австралии. Встречается в низменных районах региона Уитбелт в Западной Австралии, где растёт на гравийно-глинистых почвах, часто поверх латерита.

## Охранный статус
Вид классифицируется как не находящийся под угрозой.